# Coral Saba Nova
La Coral Saba Nova va ser fundada l'any 1968 per Josep Viader, Roser Busquets i Esperança Pèlach com a secció infantil de la Capella Polifònica de Girona amb l'objectiu de formar musicalment infants de totes les edats. El concert de presentació de la coral infantil tingué lloc al Pati de la Casa de Cultura de Girona el dia 20 de juny de 1969 amb un grup de catorze cantaires.
El 1975 va organitzar a Girona el 7è Aplec de Corals Infantils de Catalunya (una activitat del Secretariat de Corals Infantils de Catalunya) i el curs 1978-1979 entre tots els grups de totes les edats són cent cinquanta. S'estima que han passat per la coral més d'un miler de persones. Aquest curs ja es constitueix el primer grup intermedi (coral juvenil) que s'integraria a la Federació Catalana de Grups Intermedis (actualment Federació Corals Joves de Catalunya).